# Jan De Valck
Jan De Valck (Brussegem, 13 settembre 1929 – Aalst, 12 dicembre 2010) è stato un ciclista su strada belga.
Professionista dal 1952 al 1960.

## Carriera
Ha ottenuto piazzamenti importanti nella Parigi-Tours, in cui fu quarto nel 1952 e sesto l'anno successivo, ed alla Freccia Vallone, che concluse al quarto posto nel 1953 e al terzo nel 1953.
Fu anche terzo nella Omloop Het Volk e sesto alla Parigi-Bruxelles nel 1954.

## Palmarès
- 1952 (Indipendenti, Terrot, quattro vittorie)

Giro delle Fiandre Indipendenti
Campionati belgi Indipendenti, in linea
Omloop der Vlaamse Gewesten Indipendenti
1ª tappa Tour de l`Ouest
- 1953 (Garin-Wolber, Bury, una vittoria)

Bruxelles-Ingooigem
- 1954 (Bianchi, Bury, tre vittorie)

Circuit de l'Ouest de la Belgique à Mons
Ronde van Brabant
Vijfbergenomloop
- 1956 (Libertas-Huret, una vittoria)

Circuit du Houtland

### Altri successi
- 1954 (Bianchi, Bury, due vittorie)

Grand Prix Stadt - Sint-Niklaas (Kermesse)
Houtem-Vilvoorde (Kermesse)
- 1955 (Ladoibertas-Girardengo-Huret, Girardengo-Eldor, due vittorie)

B.K.Interclubs - Gemengd (Cronosquadre, con Victor Wartel, Jozef Schils, Richard Van Genechten)
Criterium di Brasschaat
- 1956 (Libertas-Huret, una vittoria)

Buggenhout-Opstal (Kermesse)

## Piazzamenti

### Classiche monumento
- Milano-Sanremo

1954: 13º
- Giro delle Fiandre

1954: 18º
- Giro di Lombardia

1953: 6º